# Kalletjärnarna (Föllinge socken, Jämtland, 705866-142819)
Kalletjärnarna är en sjö i Krokoms kommun i Jämtland och ingår i Indalsälvens huvudavrinningsområde.